# Guillaume Du Tillot

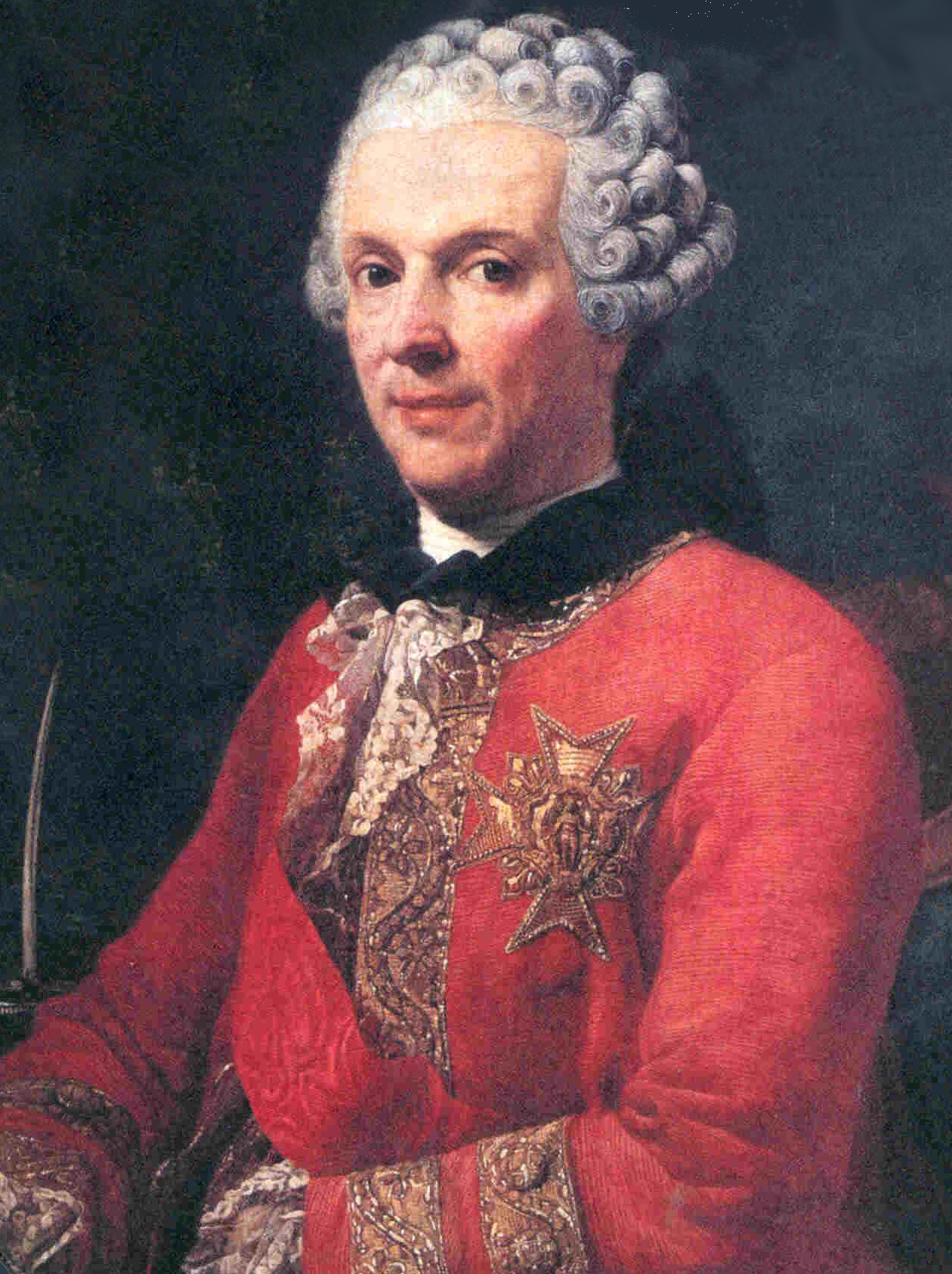
Guillaume Du Tillot (Öl auf Leinwand von Pietro Melchiorre Ferrari)

Guillaume-Léon Du Tillot (* 22. Mai 1711 in Bayonne; † 13. Dezember 1774 in Paris) war ein französischer Marquis und Staatsmann. Er war für zahlreiche Reformen verantwortlich und initiierte unter anderem die Gründung der Biblioteca Palatina in Parma.

## Leben
Guillaume-Léon Du Tillot wuchs am Hof Philipps V. auf, wo sein Vater eine kleinere Beamtenstelle innehatte. Seine Ausbildung erhielt Du Tillot in Paris. Von dort kehrte er mit neunzehn Jahren nach Spanien zurück, um einen Posten als Kammerjunker Karls III. anzutreten. Später avancierte Du Tillot zum Kammerherrn des Infanten Philipp von Spanien und zog mit diesem ins Herzogtum Parma. Dort wurde Du Tillot mit immer wichtigeren Ämtern betraut, bis er schließlich im Jahr 1759 zum Premierminister von Parma ernannt wurde. Damit waren weitreichende Befugnisse verbunden, die es ihm erlaubten, systematisch gegen die Privilegien des Adels und der Kirche vorzugehen. Da seine Aufgaben auch die des Finanzministers umfassten, führte Du Tillot eine Finanzreform durch, die viele Sparmaßnahmen umfasste und seinem Dienstherrn die Tilgung der Staatsschulden ermöglichte. Du Tillot plante außerdem eine Währungsreform, die jedoch an den massiven Protesten der Bevölkerung scheiterte.
Parallel zu seinen finanziellen Reformen investierte Du Tillot in Fabriken und Manufakturen, um die lokale Wirtschaft voranzutreiben. Auch einige Straßen und das Aquädukt von Brembiolo wurden auf seine Initiative erbaut. Auch die Kultur erlebte in dieser Zeit eine Blüte, da Du Tilliot Einrichtungen wie die Akademie der schönen Künste, das Museo d’Antichità, eine öffentliche Bücherei (Reale Biblioteca di Parma) und eine Druckerei gründete sowie lokale, italienische und ausländische Gelehrte und Künstler an den Hof von Parma berief, etwa Paolo Maria Paciaudi als Gründungsdirektor der öffentlichen Bibliothek, den Universalgelehrten Carlo Amoretti, den Historiker Claude-François-Xavier Millot sowie den Buchdrucker, Typografen und Graveur Giambattista Bodoni. Für seine Leistungen wurde Du Tillot im Jahr 1764 zum Marquis erhoben. Im selben Jahr wandte sich Du Tillot brieflich an Papst Clemens XIII. und bat ihn, zukünftig auch Kirchengüter besteuern zu dürfen. Das Ansuchen wurde jedoch abgelehnt. Wenig später begann der Marquis, die finanziellen Aktivitäten des örtlichen Bischofs genau kontrollieren zu lassen, was als politischer Racheakt interpretiert werden kann. Du Tillots Macht wuchs weiter, als Herzog Philipp im Jahr 1765 verstarb und der Marquis die Regierungsgeschäfte für dessen vierzehnjährigen Sohn Ferdinand übernahm.
Im Jahr 1768 erließ Du Tillot ein Gesetz, in dem der Bevölkerung von Parma verboten wurde, sich in Rechtsfällen an Gerichte außerhalb des Herzogtums zu wenden, sofern ihnen der Herzog keine besondere Genehmigung ausgestellt hatte. Im selben Jahr wurden die Jesuiten aus Parma vertrieben, Klöster mit wenigen Ordensleuten behördlich geschlossen und ausländische Mönche des Herzogtums verwiesen. Wenig später folgten die Abschaffung der Inquisition und eine Schulreform.
Als Herzog Ferdinand im Jahr 1769 gegen den Willen Du Tillots die 23-jährige Maria Amalia von Österreich heiratete, begannen sich die Gegner des Ministers zu organisieren. Neben Protesten auf offener Straße sind auch Briefe des Herzogs und der Herzogin überliefert, die um Hilfe bei der Entlassung von Guillaume Du Tillot bitten. Diese fand schließlich am 14. November 1771 statt und hatte zur Folge, dass Du Tillot wenige Tage später ins Ausland floh.
Am Hof von Madrid erhielt Du Tillot eine Pension, blieb dort aber nicht lange und zog weiter nach Paris, wo er 1774 an einem Schlaganfall verstarb.